# Blixa Bargeld
Pour les articles homonymes, voir Emmerich.
Blixa Bargeld, né le 12 janvier 1959 à Berlin, est un musicien, artiste, compositeur, auteur et comédien allemand. Il adopte son pseudonyme en référence à l'artiste dadaïste Johannes Theodor Baargeld ; c'est aussi une marque de stylo à bille et signifie littéralement argent liquide en allemand.

## Carrière
Blixa Bargeld est un des membres fondateurs du groupe berlinois Einstürzende Neubauten en 1980. Il fut en outre de 1983 à 2003 guitariste du groupe Nick Cave and the Bad Seeds ; proche collaborateur de Nick Cave depuis cette époque, celui-ci relate leur première rencontre et son impression dans King Ink I, lors d'une émission télévisée néerlandaise,. Il collabore avec Nick Cave sur l'album Your Funeral... My Trial, avec Anita Lane sur l'album Dirty Pearl en 1993, coécrit et composé avec elle et Mick Harvey. Il a pris part à des projets théâtraux de Heiner Müller, de Werner Schwab et de Peter Zadek, fait des installations vidéos et des performances solo.
En 2000, il a créé, avec Oliver Augst (de), les compositions pour la scène de Rosa Melonen Schnitt Freude sur des textes de Gertrude Stein et Rom, Blicke de Rolf Dieter Brinkmann, qu'ils ont également interprétées ensemble sur scène en Italie, en Allemagne et en Autriche. En 2007, il a lancé un projet de collaboration avec Alva Noto appelé « ANBB » (abréviation de Alva Noto et Blixa Bargeld). Il a contribué en 2013, 2014, 2016 et 2017 avec l'artiste italien Teho Teardo (it) sur plusieurs albums. Le morceau A Quiet Life de l'album Still Smiling est utilisée dans la bande originale de la série Dark.
En 2001, il a participé en tant que narrateur à la version radiophonique du roman Les Particules élémentaires de Michel Houellebecq et a contribué à la musique en collaboration avec le compositeur Jan Tilman Schade. En 2005, il a mis en scène En attendant les barbares de J. M. Coetzee pour le festival de Salzbourg.
Dans le film À mort les hippies !! Vive le punk ! (2015), il est interprété par Alexander Scheer.
En 2016 et 2017, Bargeld a été récompensé par un prix de la culture pop pour sa participation à Lang lebe der Tod du rappeur Casper dans les catégories « chanson préférée » et « vidéo préférée ».
En 2024, Bargeld participe largement, en tant que compositeur et soliste, au projet de théâtre musical Flammenwerfer sur la vie de l'artiste suédois Carl Fredrik Hill, mis en scène et produit par Hotel Pro Forma, avec notamment la participation du groupe de jazz vocal danois IKI.

## Vie privée
Il a été végétarien pendant 30 ans, jusqu'à ce qu'il recommence à manger de la viande pour le bien de sa femme. Il est marié à la mathématicienne Erin Zhu, et le couple a un fils.
Selon ses propres déclarations, Bargeld n'utilise plus son nom d'état civil et sa mère l'appelle elle-même par son nom d'artiste Blixa. Il vit aujourd'hui principalement à Berlin et parfois à San Francisco ou Pékin.

## Œuvres
- Stimme frißt Feuer, Merve, Berlin 1988,  (ISBN 3-88396-056-X)
- Headcleaner. Texte für Einstürzende Neubauten.
- CD RECYCLED, 2000, composé avec l'orchestre de Tim Isfort
- CD Commissioned Music

Bandes originales
- 1988 : Ghosts… of the Civil Dead de John Hillcoat, avec Nick Cave et Mick Harvey
- 1996 : To Have and to Hold de John Hillcoat

## Filmographie
- Recycled
- Die Totale Therapie
- Die Terroristen!
- Les Ailes du désir (jouant lui-même, dans un concert de Nick Cave and the Bad Seeds)
- Dandy (1987, de Peter Sempel)
- Nihil oder Alle Zeit der Welt (jouant lui-même, 1988, de Uli M Schueppel)
- Kalt wie Eis
- Jahre der Kälte/Frozen Stories (bande originale, 1993, de Uli M Schueppel)
- Liebeslieder (1995)
- Palast der Republik (2004)
- Halber Mensch (2005)
- On Tour with Neubauten.org (2006)
- Listen With Pain (2006)
- Blixa Bargeld: Rede / Speech DVD (2006)
- Elektrokohle – von wegen (jouant lui-même, bande originale, (1994, de Uli M Schueppel)
- Publicité pour les magasins Hornbach (spoken word)